# Jerzy Eberhardi
Jerzy Eberhardi OFM (ur. ?, zm. po 1390) – duchowny rzymskokatolicki, franciszkanin, biskup lwowski, najprawdopodobniej pochodzenia niemieckiego.

## Biografia
16 marca 1390 papież Bonifacy IX prekonizował go biskupem lwowskim. Brak informacji kiedy i od kogo przyjął sakrę biskupią. Brak daty opuszczenia lwowskiej katedry, jednak musiało to nastąpić przed 7 stycznia 1401, kiedy to mianowano jego następcę. 